# Marie-Marguerite Vuillaume
 (septembre 2024).
Pour les articles homonymes, voir Vuillaume.
Marie-Marguerite Vuillaume est une cantatrice soprano française née le 26 décembre 1861 dans le 2e arrondissement de Paris et décédée le 23 janvier 1933 dans le 9e arrondissement de Paris. Elle est enterrée au cimetière du Père-Lachaise.

## Biographie[3]
Marie-Marguerite Vuillaume est née et a été élevée à Paris. Selon ses admirateurs, son style et son élégance correspondaient à un type de femme qu'on appelle parfois « la Parisienne ». 
Son registre vocal était soprano. Sa voix était bien timbrée et d'une grande étendue. C'était une excellente musicienne qui avait également une intelligence scénique. Marie-Marguerite Vuillaume était considérée comme une grande artiste. Certains disaient que « sa grâce, sa gentillesse et la pureté de sa voix [charmaient] tous ceux qui l'[approchaient] ». 
Marie Vuillaume a débuté au Théâtre de la Monnaie à Bruxelles, avec succès, dans le rôle de Lakmé. Puis elle a incarné les rôles de Stella, d'Olympia et d'Antonia dans les Contes d'Hoffmann. Son succès a été tel qu'elle a été engagée au Théâtre de la Renaissance à Paris pour y chanter Les Contes d'Hoffmann, puis au Grand-Théâtre de Lyon. Elle y a chanté tout son répertoire et créé Esclarmonde de Massenet, ainsi que Lelia dans les Pêcheurs de Perles de Bizet. 
Elle est partie ensuite, engagée dans « de très bonnes conditions », au Grand-Théâtre Impérial Marie à Saint-Pétersbourg. Elle y a rencontré un grand succès, pendant quatre saisons consécutives, notamment dans la Traviata de Verdi et Roméo et Juliette de Gounod. De retour en France, elle a de nouveau trouvé le succès au Grand-Théâtre de Marseille et au Théâtre de Monte-Carlo. 
Marie-Marguerite Vuillaume a ensuite été engagée, le 22 novembre 1906, au Théâtre de l'Opéra Comique de Paris pour y chanter Manon et la Traviata. Puis, pleine de succès, elle a été engagée le 1er mars 1908 à l'Opéra de Paris pour y interpréter Juliette dans Roméo et Juliette de Gounod. Elle a incarné Ophélie dans Hamlet de Gounod en 1909 où elle a été acclamée à chacune de ses apparitions sur scène.